# Ursula Wikström
Ursula Wikström (nascida em 
3 de julho de 1980) é uma jogadora finlandesa de golfe profissional que atualmente disputa os torneios do Ladies European Tour.
No golfe dos Jogos Olímpicos de Verão de 2016, realizados no Rio de Janeiro, Brasil, terminou sua participação na competição de jogo por tacadas individual feminino empatada na quadragésima quarta colocação, com 294 (69-71-81-73), dez abaixo do par, representando Finlândia. Outras três jogadoras ficaram nesta mesma colocação; são elas: Alejandra Llaneza (MEX), Julieta Granada (PAR), Karine Icher, da França.